# Japans flag
Japans flag er hvidt med en stor rød skive i midten – der symboliserer den opgående sol – Flagets officielle navn er Nisshōki (日章旗, "solflag") men er mere kendt som Hinomaru (日の丸, "solskive").
- Wikimedia Commons har flere filer relateret til Japans flag

| Flag | Spire Denne artikel om flag eller vexillologi er en spire som bør udbygges. Du er velkommen til at hjælpe Wikipedia ved at udvide den. |